# Salsburgh
Salsburgh är en by i North Lanarkshire i Skottland. Byn är belägen 45,3 km 
från Edinburgh. Orten har 1 350 invånare (2016).